# لالنگماویا رالته
لالنگماویا رالته (انگلیسی: Lalengmawia Ralte؛ زادهٔ ۱۷ اکتبر ۲۰۰۰) بازیکن فوتبال است.
وی همچنین در تیم‌های ملی فوتبال زیر ۱۶ سال، زیر ۱۷ سال، زیر ۲۳ سال و بزرگسالان هند بازی کرده‌است.